# استئصال كلي لمسراق المستقيم
الاستئصال الكلي لمسراق المستقيم (بالإنجليزية: (Total mesorectal excision(TME)‏هو إجراء جراحي قياسي لعلاج سرطان القولون والمستقيم، وقد وصفها لأول مرة في عام 1982 البروفيسور بيل هيلد في مستشفى مقاطعة باسينغستوك في المملكة المتحدة. يتم إزالة جزء كبير من الأمعاء حول الورم، وكذلك الأنسجة المحيطة حتى المستوى بين مسراق المستقيم واللفافة أمام العجز التشريح على طول هذا المستوى يجعل التشريح واضحاً وسهلاً ويحافظ على الأوعية العجزية والأعصاب الخثلية. من الممكن جمع طرفي القولون بعد الاستئصال. ومع ذلك، فإن معظم المرضى يحتاجون إلى كيس فغر اللفائفي المؤقت لمجازة القولون، مما يسمح بالشفاء مع خطورة حدوث ثقب أو تسرب أقل.  
أصبح هذا الإجراء هو «المعيار الذهبي» لعلاج سرطان المستقيم في الغرب.
من الآثار الجانبية العَرضية للعملية تشكّل وتشابك أشرطة ليفية بالقرب من موقع العملية مع أجزاء أخرى من الأمعاء. هذه يمكن أن يؤدي إلى احتشاء الأمعاء إذا لم يتم إجراء عملية أخرى لها.[بحاجة لمصدر]
يقلل الاستئصال الكلي لمسراق المستقيم معدل عودة السرطان أكثر من الطرق التقليدية الأخرى ويقلل أيضاً من معدل فغر القولون الدائم. وتزيد نسبة التعافي بعد العملية الجراحية إلى حد ما أكثر بهذا الإجراء من الطرق الأخرى. عندما تُجرى العملية باهتمام شديد، لا يوجد دليل على زيادة خطر السلس البولي أو العجز الجنسي. ومع ذلك، يمكن أن يكون هناك سلس برازي جزئي/أو «تجمّع برازي» وهو عبارة عن زيادة في معدل الذهاب إلى المرحاض بشكل عاجل مفصولة ببضع دقائق، وتنتج كل مرة عن كمية قليلة من البراز.